# 祇園橋停留場

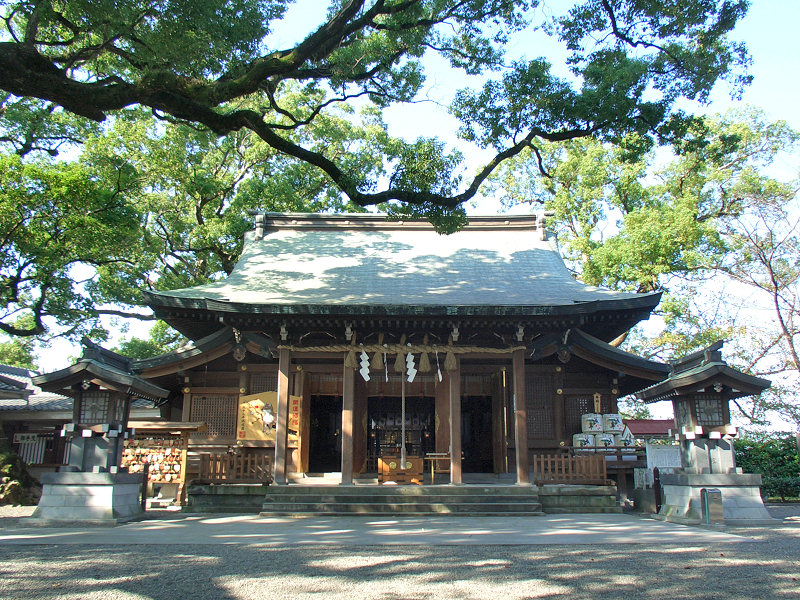
北岡神社

祇園橋停留場（日语：／ Gionbashi teiryūjō */?），又稱祇園橋電車站，是位於熊本縣熊本市中央區細工町五丁目，熊本市交通局（熊本市電）幹線的電車站。車站編號為4。A系統停靠此站。

## 歷史
- 1924年（大正13年）8月1日]] - 電車站啟用。
- 日期不詳 - 電車站停用。
- 1948年（昭和23年）5月 - 再次啟用。

## 站名的由來
此電車站附近設有越過坪井川的祇園橋。祇園橋的名稱來自北岡神社的「祇園祭」。在1902年（明治35年）明治天皇前往熊本行幸時新設該橋樑。

## 電車站構造
此電車站設有2面2線的相對式低地台月台。月台與路邊行人路之間設有行人過路處。

### 運行系統
此電車站是幹線電車站之一。■A系統會駛入此站。
| 月台 | 路線   | 上下行 | 方向                                   | 備註                                           |
| ---- | ------ | ------ | -------------------------------------- | ---------------------------------------------- |
| 南邊 | ■A系統 | 上行   | 熊本站、田崎橋方向                     |                                                |
| 北邊 | ■A系統 | 下行   | 辛島町、通町筋、水前寺公園、健軍町方向 | 上熊本方向於辛島町電車站轉乘■B系統（上熊本線） |

## 使用狀況
| 1日上下車人次變化 | 1日上下車人次變化 |
| 年度              | 1日平均人次       |
| ----------------- | ----------------- |
| 2011年            | 349               |
| 2012年            | 353               |
| 2013年            | 334               |
| 2014年            | 474               |
| 2015年            | 526               |

## 電車站周邊
電車站位於熊本市舊區南端。電車站西邊北上經細工町通可到達新町。在電車開通前為熊本市內最繁榮的街道。現時電車站附近變成了住宅區，增加了公寓。
- 白川（日语：白川 (熊本県)）
- 坪井川（日语：坪井川 (熊本県)）
- 北岡神社（祇園宮）
- 北岡自然公園
- 岫雲院（日语：岫雲院）（春日寺）
- 九州美術Seminar（日语：九州美術ゼミナール）
- 熊本細工町郵局
- ANA皇冠假日酒店熊本New Sky（日语：ANAクラウンプラザホテル熊本ニュースカイ）

## 巴士路線
最近的巴士站是「祇園橋」巴士站，於電車通和熊本縣道28號熊本高森線各有一處站位。

### 電車通一方
●產交巴士
- 各路線前往櫻町巴士總站（日语：熊本桜町バスターミナル）
- 子7、京3～8：熊本站、田崎橋
- 野7、9、10：櫻町BT、水道町
- 東4：健軍、沼山津（經櫻町巴士總站、水道町、水前寺公園、健軍電車站、東區公所）
- 東5、6：木山（日语：九州産交バス木山営業所）（經櫻町巴士總站、水道町、水前寺公園、健軍電車站）
- 縣14：縣廳（日语：熊本県庁）、沼山津（經櫻町巴士總站、水道町、水前寺公園、縣廳、自衛隊（日语：健軍駐屯地）、健軍四角）
- 縣15：佐土原、木山（經櫻町巴士總站、水道町、水前寺公園、縣廳、自衛隊）
- 縣16：阿蘇熊本機場（經櫻町巴士總站、水道町、水前寺公園、縣廳、自衛隊、佐土原）
- 縣18：木山（經櫻町巴士總站、水道町、水前寺公園、縣廳、自衛隊、健軍四角）
- 鹿5：八反田、小山團地（經櫻町巴士總站、大江四丁目、保田窪新道、託麻城市規劃中心前）
- 鹿6：託麻南、貨車總站（經櫻町巴士總站、大江四丁目、保田窪新道、鐵工團地、日赤醫院（日语：熊本赤十字病院）北口）
- 鹿8：Park Dome（日语：熊本県民総合運動公園屋内運動広場）（經櫻町巴士總站、大江四丁目、保田窪新道、日赤醫院、長嶺團地）
- 子1：楠團地（日语：楠団地）（經櫻町巴士總站、子飼橋、熊本大學、龍田口站、二里木）
- 子1：龍田口站（經櫻町巴士總站、子飼橋、熊本大學）
- 子14：八反田、小山團地（經櫻町巴士總站、子飼橋、託麻原本通、託麻城市規劃中心前）
- 子14：八反田、戶島（經櫻町巴士總站、子飼橋、託麻原本通、託麻城市規劃中心前）
- 京3：田原坂新城、木留（經櫻町巴士總站、京町本丁、植木宮之前）
- 京4：北區公所、小野泉水公園（經櫻町巴士總站、京町本丁、植木）
- 京5：山鹿溫泉（日语：山鹿バスの駅）（經櫻町巴士總站、京町本丁、植木、日置）
- 京6：山鹿溫泉（經櫻町巴士總站、京町本丁、植木、來民中町）
- 京7：山鹿溫泉（經櫻町巴士總站、京町本丁、植木、來民繞道）
- 京8：山鹿溫泉（經櫻町巴士總站、京町本丁、植木、新道）
- 西4：小島（經櫻町巴士總站、熊本站、田崎市場前、上高橋）
- 西5、西6：中島、五丁（經櫻町巴士總站、熊本站、田崎市場前、上高橋、小島）
- 西7：熊本港（日语：熊本港）（經櫻町巴士總站、熊本站、蓮台寺）
- 西9：畠口（經西高（日语：熊本県立熊本西高等学校）入口、沖新，或經西校前、沖新）
- 西10：小島（經櫻町巴士總站、春日校（日语：熊本市立春日小学校）、上高橋）
- 西11：玉名站（經熊本站、田崎市場前、小島、河內、草枕溫泉，或經熊本站、田崎市場前、小島、河內、伊倉繞道，或經熊本站、田崎市場前、西區公所、小島、河內、伊倉，或經熊本站、田崎市場前、西高校前、小島、河內）
- 西11：小天溫泉（日语：小天温泉）（經熊本站、田崎市場前、小島、河內）
- 西12：小島（經櫻町巴士總站、春日校、西區公所）
- 西13、14、15、16、17：西部車廠（日语：九州産交バス熊本営業所）（經熊本站、田崎市場前）
- 西18：西部車廠（經熊本站、蓮台寺）
- 野1：Aqua Dome（日语：アクアドームくまもと）（經春日校、八島町）
- 野3、野4：川口二丁（經熊本站、野口町、並建、天明綜合出張所）
- 野4：並建（經熊本站、野口町）
- 野5：宇土本町一丁目、宇土高校入口（日语：熊本県立宇土高等学校）（經熊本站、並建、走潟）
- 野6：小島上町（經櫻町巴士總站、熊本站、野口町、並建、中島）
- 野7：畠口（經櫻町巴士總站、熊本站、野口町、並建、Aqua Dome）
- 野9：JA飽田分所、小島（經櫻町巴士總站、熊本站、白藤、會富）
- 野9：瑞薩電子入口（經櫻町巴士總站、熊本站、白藤）
- 野10：海路口、川口二丁（桜櫻町巴士總站、熊本站、白藤、川尻町）

●電鐵巴士
- 北1、3、4、5、9 前往熊本站、蓮台寺入口、熊本站
- 北1：菊池廣場（日语：菊池駅）、菊池溫泉（日语：菊池温泉）（經櫻町巴士總站、國道、堀川、御代志，部分班次經菊池市政廳）
- 北3：菊池廣場、菊池溫泉（經櫻町巴士總站、國道、KM生物、御代志、富之原）
- 北5：泉丘、下群、杉並台、武藏丘車廠（經櫻町巴士總站、三軒町、堀川、新地團地）
- 北9：泉丘、下群、杉並台、武藏丘車廠（經櫻町巴士總站、三軒町、清水丘、楠團地）
- 子1：楠團地（經櫻町巴士總站、子飼橋、熊本大學、二里木）

●熊本巴士
- 東2、11、西1、南9、14：前往熊本站
- 東2：江津團地、AEON Mall熊本（日语：イオンモール熊本）（經櫻町巴士總站、水道町、水前寺公園）
- 東11：甲佐（日语：熊本バス甲佐営業所）（經櫻町巴士總站、水道町、水前寺公園、縣廳、健軍、御船） - 班次較少（只於星期六日行走）
- 東11：玉蟲（經櫻町巴士總站、水道町、水前寺公園、縣許廳、健軍、平成音大、御船） - 班次較少（只於星期六日行走）
- 南9：AEON Mall熊本（經櫻町巴士總站、水道町、九品寺、中央醫院（日语：熊本中央病院）、中之瀨車廠（日语：熊本バス熊本中央営業所））
- 南14：AEON Mall熊本（經櫻町巴士總站、南熊本、田迎、中之瀨車廠） - 班次較少（只於星期六日行走）

○熊本都市巴士
- 各路線 前往櫻町巴士總站
- 沒有路線編號：前往熊本站、本山營業所（日语：熊本都市バス本山営業所）
- 西1：蓮台寺（經熊本站）
- 西2：Aqua Dome（經熊本站、蓮台寺、島團地）
- 西3：濟生會醫院（日语：済生会熊本病院）、中央醫院（日语：熊本中央病院）（經熊本站、蓮台寺、流通團地（日语：流通団地 (熊本市)））
- 味4：小峯營業所（日语：熊本都市バス小峯営業所）、小峯、三山莊方向（經水前寺站、京塚） - 班次較少

### 熊本縣道28號熊本高森線沿線上
○熊本都市巴士
- 站1、站2：第一環狀線（熊本站 - 上熊本站之間循環線）

## 相鄰電車站
熊本市交通局
■A系統（幹線）
熊本站前（3）－祇園橋（4）－吳服町（5）

## 注腳
1. ↑  国土数値情報(駅別乗降客数データ)  （页面存档备份，存于）（日語） - 國土交通省，2018年3月27日參閲
2. ↑  產交巴士熊本市周邊路線案內圖PDF（日語）
3. ↑  熊本電鐵 巴士路線圖PDF（日語）
4. ↑  路線図ビューア （页面存档备份，存于）（日語）
5. 1 2  熊本都市バス路線図　バス停時刻検索 （页面存档备份，存于）（日語）

## 外部連結
- 熊本市交通局 （页面存档备份，存于）（日語）